# Nyströmøya
Nyströmøya est une petite île du Svalbard située dans le détroit d'Hinlopen. Elle fait partie de l'archipel des Vaigattøyane. Elle est en superficie la troisième île de l'archipel.
Le point culminant de l'île (49 m) n'est pas nommé.
L'île est ainsi nommée en l'honneur de Carl Nyström, physicien, zoologue et homme politique suédois qui a participé à une expédition au Svalbard en 1868.